# Live Johnny Winter And
| Recensione       | Giudizio        |
| ---------------- | --------------- |
| AllMusic         | [ 1 ]           |
| Robert Christgau | B-              |
| Sputnikmusic     | 4.0 (Excellent) |

Live Johnny Winter And è un album del cantante e chitarrista Johnny Winter, pubblicato per l'etichetta discografica Columbia Records nel marzo 1971.
Si tratta di un disco registrato dal vivo (ottobre 1970) al Bill Graham's Fillmore East (di New York) e nei primi giorni di gennaio del 1971 al Pirate's World di Dania in Florida (Stati Uniti).
L'album raggiunse la quarantesima posizione (29 maggio 1971) della classifica statunitense The Billboard 200.

## Tracce
Lato A
1. Good Morning Little School Girl – 4:35 (Bob Love, Don Level)
2. It's My Own Fault – 12:14 (B.B. King, Jules Taub)
3. Jumpin' Jack Flash – 4:26 (Mick Jagger, Keith Richards)

Lato B
1. Rock and Roll Medley – 6:46
2. Mean Town Blues – 8:59 (Johnny Winter)
3. Johnny B. Goode – 3:22 (Chuck Berry)

- Alcune fonti riportano come autore di Good Morning Little School Girl, Sonny Boy Williamson I
- Alcune fonti riportano come autore di Great Balls of Fire, Otis Blackwell e Jack Hammer

## Musicisti
- Johnny Winter - voce, chitarra
- Rick Derringer - voce, chitarra
- Randy Jo Hobbs - voce, basso
- Bobby Caldwell - percussioni

Note aggiuntive
- Johnny Winter e Rick Derringer - produttori
- Registrato dal vivo al: Bill Graham's Fillmore East di New York ed al Pirate's World di Dania, Florida
- Jim Reeves, Jim Greene, Tim Geelan, Ronnie Albert, Howie Albert e Russ Payne - ingegneri delle registrazioni
- Johnny B. Goode e Jumpin' Jack Flash mixati al Criteria Studios di Miami Beach, Florida
- Norman Seeff - fotografie e design album
- Dick Mantel - design album
- Fotografia copertina album tratta da un concerto al Howard Stein's Capitol Theatre[9]